# Altajská republika

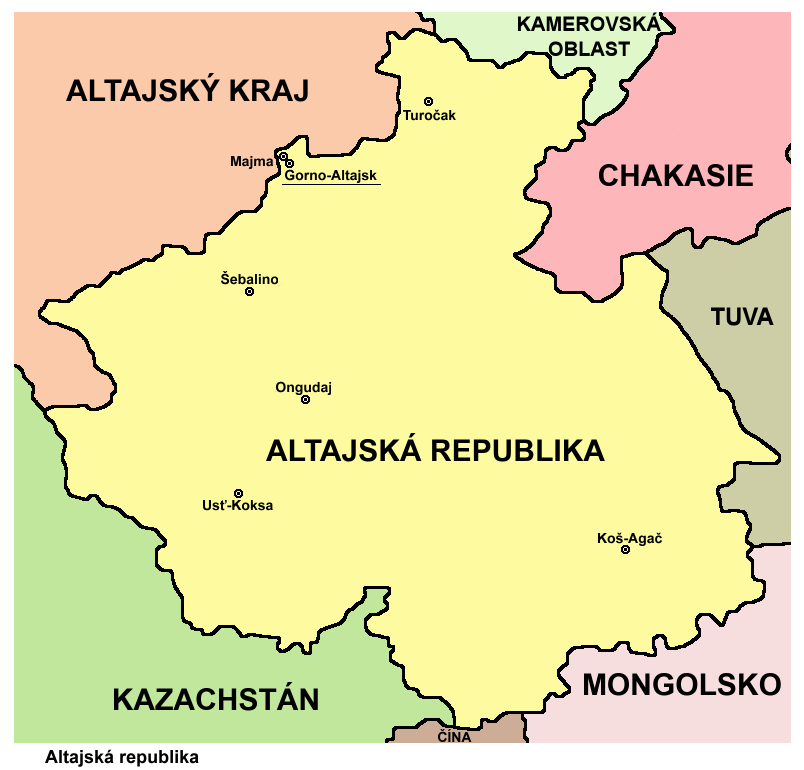
Mapa

Altaj, plným názvem Altajská republika (altajsky Алтай Республика nebo Republika Altaj, rusky Респу́блика Алта́й), je republika v Sibiřském federálním okruhu Ruské federace. Má rozlohu 92 903 km² a žije zde přibližně 210 tisíc obyvatel. Hlavním městem je Gorno-Altajsk. Platí zde novosibirský čas (UTC +6 hod., SEČ +5 hod.).

## Historie
Předchůdkyní Republiky Altaj byla Ojrotská autonomní oblast (Ойротская автономная область), vytvořená v rámci Altajského kraje 1. června 1922. Od 7. ledna 1948 nesla název Horská-Altajská autonomní oblast (Горно-Алтайская автономная область). V říjnu 1990 byla povýšena na autonomní republiku a 3. června 1991 vyčleněna z Altajského kraje a jako republika podřízena přímo Ruské federaci. Od roku 1993 nese současný název.

## Symboly

### Vlajka
Vlajka Altajské republiky je tvořena listem o poměru stran 2:3 se čtyřmi vodorovnými pruhy, střídavě bílé a modré barvy o poměru šířek 67:4:4:25.

## Geografie
Republika Altaj se nachází v jižní části Sibiře na pomezí Kazachstánu, Číny a Mongolska, v rámci Ruska sousedí s Altajským krajem, Kemerovskou oblastí a republikami Chakasií a Tuvou. Pro polohu v centrální části pohoří Altaj se tomuto území někdy přezdívá Ruský Tibet. Nejvyšší horou republiky, Altaje a celé Sibiře je Bělucha (4506 m) na hranici s Kazachstánem. Altaj pokrývá téměř celé území republiky čtyřtisícovými hřbety, oddělenými údolími řek. Hlavní vodní toky představují zdrojnice Obu Bija a Katuň (se svými přítoky Argutem, Koksou a Čujou). Největší jezero je Tělecké, altajsky: Altyn Köl („Zlaté jezero“) o rozloze 230,8 km² a hloubce 325 m, ze kterého vytéká řeka Bija.

## Obyvatelstvo
Osídlení hornaté republiky je velmi řídké, pouze 2 obyvatelé/km²; čtvrtina populace žije v hlavním městě. Co do národnostního složení, žije zde 57 % Rusů, což je asi 116 000 lidí. Dále následují etničtí Altajci, kteří představují jen 30,7 % obyvatel – 62 000 lidí. Také jsou zastoupeny i menšiny z bývalých republik SSSR, jako např. Kazaši (6 %) nebo Ukrajinci (0,9 %). V zemi je jen jedna univerzita, kterou je Gorno-Altajská státní univerzita.

## Ekonomika
V zemi se hlavně pěstují zemědělské plodiny, které zpracovává potravinářský průmysl (ten je v Altajské rep. nejvíce rozvinut). Následuje těžba dřeva (do země částečně zasahuje severská tajga). V zemi je také mnoho nerostných surovin (např. zlato, stříbro, železné rudy, lithium a další), které se těží.

## Doprava
V Altajské republice nejsou železnice. Hlavní silniční tah vede z Gorno-Altajsku do města Koš-Agač horskými údolími a dále na jih, průsmykem Dörböt Dabaan do Mongolska. Také je zde několik letišť pro osobní dopravu.

## Města
- Gorno-Altajsk
- Koš-Agač
- Čibit
- Elekmonar
- Usť-Kan
- Usť-Ulagan